# یورغیل (دازقری)
یورغیل (به ترکی استانبولی: Yüreğil) یک منطقهٔ مسکونی در ترکیه است که در دازقری واقع شده‌است.